# Flaga obwodu włodzimierskiego
Flaga obwodu włodzimierskiego zatwierdzona 28 kwietnia 1999 jest koloru czerwonego z jasnobłękitnym pasem wzdłuż drążka. W środku czerwonego sukna znajduje się złota wstawka: herb obwodu włodzimierskiego (jego szerokość powinna wynosić jedną trzecią długości flagi). W środku u góry błękitnej części jest umieszczony sierp i młot. Proporcje flagi 1:2. 
Flaga utworzona na wzór flagi Rosyjskiej FSRR.